# Ruschia rubricaulis
Ruschia rubricaulis är en isörtsväxtart som först beskrevs av Adrian Hardy Haworth, och fick sitt nu gällande namn av L. Bol. Ruschia rubricaulis ingår i släktet Ruschia och familjen isörtsväxter. Inga underarter finns listade i Catalogue of Life.